# RTorrent
rTorrent — текстовый клиент BitTorrent, написанный на языке C++ для Linux и других Unix‐подобных операционных систем, на основе библиотеки libTorrent (не путать с libtorrent).
Использует библиотеку ncurses для вывода. Отличается нетребовательностью к системным ресурсам.
rTorrent — свободное программное обеспечение, распространяемое на условиях GNU General Public License.

## Управление клиентом
Управление клиентом осуществляется с помощью клавиатуры. Возможно также управление путём помещения торрент-файлов в предварительно заданный каталог. Также существует большое количество фронтендов к rTorrent от сторонних разработчиков, позволяющих управлять клиентом локально или удалённо через протокол XML-RPC.

## Применение
Применяется в сетевых накопителях в качестве встроенного торрент-клиента.